# Клод Жозеф
Клод Жозеф (фр. Claude Joseph) — гаїтянський політик, в.о. прем'єр-міністра з 14 квітня до 20 липня 2021 та президента Гаїті (із 7 до 20 липня 2021 року — після вбивства Жовенеля Моїза).

## Біографія
2018 року здобув ступінь доктора філософії в нью-йоркському приватному університеті «Нова школа».
4 березня 2020 року сформувався уряд Жозефа Жута, у якому Клод Жозеф обійняв посаду міністра закордонних справ.
14 квітня 2021 роки після відставки прем'єр-міністра Жозефа Жута президент Жовенель Моїз призначив тимчасовим виконувачем обов'язків глави уряду міністра закордонних справ і віросповідань Клода Жозефа.
14 травня президент продовжив повноваження Жозефа на 30 днів, а 14 червня — ще на місяць.
2 липня 2021 року 19 людей стали жертвами стрілянини в Порт-о-Пренсі, відповідальність за яку Клод Жозеф поклав на угруповання Fantom 509, підозрюване в контактах з політичною опозицією, а правозахисні організації — на неофіційні формування, пов'язані з урядом.
5 липня 2021 року президент Моїз призначив прем'єр-міністром Аріеля Анрі.
У ніч проти 7 липня президент Гаїті Жовенель Моїз загинув під час збройного нападу на його особисту резиденцію.
За повідомленням агентства AFP, Жозеф оголосив про прийняття на себе повноважень з керівництва державою. Пізніше, того ж дня, він оголосив, що на підставі 149-ї статті Конституції очолив надзвичайну Раду міністрів з розширеними повноваженнями, яка на своєму засіданні ухвалила рішення про запровадження в країні надзвичайного стану.
19 липня 2021 року в інтерв'ю виданню The Washington Post Жозеф заявив, що через суперечки щодо керівництва країною він іде у відставку з 20 липня.